# 韋弗利鎮區 (密蘇里州林肯縣)
韋弗利鎮區（英語：Waverly Township）是位於美國密蘇里州林肯縣的一個行政鎮區。

## 地方資料
韋弗利鎮區的面積為99.62平方千米，當中陸地面積為98.68平方千米，而水域面積為0.93平方千米。根據2020年美國人口普查的數據，當地共有人口368人，而人口密度為每平方千米3.69人。